# Чемпионат Европы по биатлону 2018
Открытый чемпионат Европы по биатлону 2018 года (англ. IBU Open European Championships 2018) прошёл с 24 января по 28 января 2018 года в итальянском местечке Массерия (коммуна Рачинес), расположенном в долине Валь-Риданна (южный Тироль). Там он состоялся уже в третий раз. Ранее он проходил в 1996 и 2011 годах. Биатлонная трасса расположена на высоте 1400 метров над уровнем моря.
В чемпионате приняли участие 36 национальных сборных, в том числе сборные США, Канады, Бразилии, Австралии, Японии, Южной Кореи. Было разыграно 8 комплектов медалей: по две в спринте, преследовании и индивидуальных гонках и по одной в смешанной и одиночной смешанной эстафете.

## Общий медальный зачет
| Место | Страна   |   |   |   | Всего |
| ----- | -------- | - | - | - | ----- |
| 1     | Франция  | 2 | 2 | 1 | 5     |
| 2     | Украина  | 2 | 1 | 0 | 3     |
| 3     | Россия   | 1 | 2 | 2 | 5     |
| 4     | Норвегия | 1 | 0 | 1 | 2     |
| 5     | Австрия  | 1 | 0 | 0 | 1     |
| 5     | Латвия   | 1 | 0 | 0 | 1     |
| 7     | Болгария | 0 | 1 | 1 | 2     |
| 8     | Чехия    | 0 | 1 | 0 | 1     |
| 8     | Италия   | 0 | 1 | 0 | 1     |
| 10    | Германия | 0 | 0 | 1 | 1     |
| 10    | Япония   | 0 | 0 | 1 | 1     |
| 10    | США      | 0 | 0 | 1 | 1     |
| Всего |          | 8 | 8 | 8 | 24    |

## Результаты гонок чемпионата
| Гонка                                                                                   | Мужчины | Женщины |
| --------------------------------------------------------------------------------------- | --- | --- |
| Индивидуальная гонка 1. 24 января 2018 Мужчины: 20 км 2. 24 января 2018 Женщины: 15 км  | 1. Феликс Ляйтнер 53:32.8 (1) 2. Томаш Крупчик +43.0 (1) 3. Филипп Хорн +56.6 (1) 4. Красимир Анев +1:00.9 (2) 5. Мартин Отченаш +1:25.3 (2) 6. Дмитрий Абашев +1:31.8 (1) 7. Фабьен Клод +1:32.1 (2) 8. Флориан Граф +1:37.7 (1) 9. Юрий Шопин +2:04.6 (0) 10. Антон Синапов +2:20.0 (2) Финишный протокол                                  | 1. Хлоя Шевалье 46:32.9 (1) 2. Алексия Рунггальдир +47.7 (0) 3. Виктория Сливко +55.9 (0) 4. Юлия Журавок +56.4 (0) 5. Ирина Варвинец +1:07.6 (1) 6. Светлана Миронова +1:26.0 (3) 7. Надин Хорхлер +1:50.7 (0) 8. Кайя Вёйен Николайсен +2:12.3 (1) 9. Эмма Нильссон +2:15.0 (1) 10. Каролин Хорхлер +2:25.1 (2) Финишный протокол |
| Спринт 1. 26 января 2018 Мужчины: 10 км 2. 26 января 2018 Женщины: 7,5 км               | 1. Андрей Расторгуев 24:03.0 (1) 2. Александр Логинов +5.5 (1) 3. Красимир Анев +24.5 (0) 4. Ховард Гютюбё Богетвейт +31.7 (0) 5. Артём Прима +38.6 (0) 6. Ветле Шостад Кристиансен +44.3 (0) 7. Феликс Ляйтнер +47.3 (0) 8. Дмитрий Пидручный +47.9 (1) 9. Флоран Клод +52.2 (0) 10. Томаш Крупчик +59.0 (1) Финишный протокол              | 1. Ирина Варвинец 20:54.1 (0) 2. Хлоя Шевалье +12.5 (1) 3. Фуюко Татидзаки +15.5 (0) 4. Виктория Сливко +17.6 (0) 5. Каролин Хорхлер +24.6 (0) 6. Анна Фролина +25.7 (1) 7. Энора Латюльер +25.8 (1) 8. Эмили Огхейм Калкенберг +30.0 (0) 9. Карин Оберхофер +30.8 (1) 10. Ивона Фиалкова +34.7 (2) Финишный протокол               |
| Гонка преследования 1. 27 января 2018 Мужчины: 12,5 км 2. 27 января 2018 Женщины: 10 км | 1. Александр Логинов 32:22.1 (2) 2. Красимир Анев +27.6 (0) 3. Евгений Гараничев +1:10.7 (3) 4. Ветле Шостад Кристиансен +1:15.1 (3) 5. Томаш Крупчик +1:16.1 (1) 6. Симон Фуркад +1:17.0 (2) 7. Фредрик Йесбакк +1:32.7 (1) 8. Дмитрий Пидручный +1:38.7 (4) 9. Лукаш Кристейн +1:42.1 (2) 10. Феликс Ляйтнер +1:43.9 (4) Финишный протокол | 1. Хлоя Шевалье 29:25.4 (0) 2. Ирина Варвинец +11.0 (1) 3. Жюлья Симон +43.2 (1) 4. Паулина Фиалкова +52.3 (1) 5. Карин Оберхофер +55.1 (2) 6. Фуюко Татидзаки +1:01.2 (1) 7. Светлана Миронова +1:14.7 (4) 8. Байба Бендика +1:22.5 (2) 9. Валерия Васнецова +1:28.8 (2) 10. Надин Хорхлер +1:31.3 (2) Финишный протокол           |
| Одиночная смешанная эстафета 1. 28 января 2018 Женщины + Мужчины: 1×6 + 1×7,5 км        | 1. Норвегия 35:39.6 (0+6) (Текла Брюн-Ли, Ветле Шостад Кристиансен) 2. Франция +8.6 (0+11) (Жюлья Симон, Эмильен Жаклен) 3. США +9.1 (0+10) (Сьюзен Данкли, Лоуэлл Бэйли) Финишный протокол | 1. Норвегия 35:39.6 (0+6) (Текла Брюн-Ли, Ветле Шостад Кристиансен) 2. Франция +8.6 (0+11) (Жюлья Симон, Эмильен Жаклен) 3. США +9.1 (0+10) (Сьюзен Данкли, Лоуэлл Бэйли) Финишный протокол |
| Смешанная эстафета 1. 28 января 2018 Женщины + Мужчины: 2х6 + 2х7,5 км                  | 1. Украина 1:11:40.1 (0+6) (Юлия Журавок, Ирина Варвинец, Артём Прима, Дмитрий Пидручный) 2. Россия +11.7 (0+9) (Виктория Сливко, Анастасия Загоруйко, Евгений Гараничев, Александр Логинов) 3. Норвегия +33.2 (0+4) (Эмили Огхейм Калкенберг, Кайя Вёйен Николайсен, Ховард Гютюбё Богетвейт, Фредрик Йесбакк) Финишный протокол            | 1. Украина 1:11:40.1 (0+6) (Юлия Журавок, Ирина Варвинец, Артём Прима, Дмитрий Пидручный) 2. Россия +11.7 (0+9) (Виктория Сливко, Анастасия Загоруйко, Евгений Гараничев, Александр Логинов) 3. Норвегия +33.2 (0+4) (Эмили Огхейм Калкенберг, Кайя Вёйен Николайсен, Ховард Гютюбё Богетвейт, Фредрик Йесбакк) Финишный протокол   |